# Syndrome obstructif urinaire
Un syndrome obstructif urinaire, en urologie, est un syndrome associant le plus souvent une dysurie, pollakiurie, faiblesse du jet, gouttes retardataires et mictions en deux temps, traduisant un obstacle, anatomique ou fonctionnel, à l'écoulement de l'urine au niveau des voies urinaires basses,.
Il fait partie, avec le syndrome irritatif (pollakiurie, impériosité, brûlures mictionnelles), des deux grands types de syndromes retrouvés à l'interrogatoire en urologie lors du bilan des troubles mictionnels.
Il se présente sous deux formes cliniques différentes :
- le syndrome obstructif chronique, pouvant entraîner un résidu post-mictionnel, une dilatation du haut appareil urinaire avec atteinte rénale, une incontinence urinaire permanente ;
- le syndrome obstructif aigu, qui est la rétention aigüe d'urine, véritable urgence médicale.